# Asten Tal
Asten Tal är en dal i Österrike.   Den ligger i förbundslandet Kärnten, i den centrala delen av landet, 290 kilometer sydväst om huvudstaden Wien.
I omgivningarna runt Asten Tal växer i huvudsak blandskog. Runt Asten Tal är det ganska glesbefolkat, med 29 invånare per kvadratkilometer.